# Gérard Vossius
Pour les articles homonymes, voir Voss (homonymie).
Gérard Jean Vossius (Voss) (né à Heidelberg en 1577, mort à Amsterdam le 19 mars 1649) était un érudit et un universitaire néerlandais du XVIIe siècle, qui enseigna l'histoire, la philosophie, la théologie et le grec et publia divers ouvrages sur l'histoire, la rhétorique, la grammaire, ainsi qu'un dictionnaire étymologique.

## Biographie
Gérard Vossius était le fils du pasteur Johannes Voss, qui fuit les Provinces-Unies lors de la querelle des remontrants pour s'établir dans les environs de Heidelberg. En tant que calviniste, il fut aux prises avec les luthériens, qui dominaient alors dans le Palatinat. Il retourna aux Provinces-Unies et étudia à l’Université de Leyde. Ayant obtenu ses diplômes de théologie, il put s’établir comme pasteur à Dordrecht.
Son fils Gerhard Johannes Vossius était né à Schönau près de Heidelberg. Après une instruction élémentaire dans l’école de Latin de Dordrecht, il étudia à son tour à l’Université de Leyde, outre les langues classiques, l’hébreu, l’histoire ecclésiastique et la théologie.
En 1600, Gérard Vossius obtint une place d'instituteur à l’école latine de Dordrecht et en fut le directeur en 1614. Enfin de 1614 à 1619 il obtint le poste de recteur de la Faculté de Théologie de l’Université de Leyde. Il devait d'ailleurs passer l'essentiel de sa vie dans cet établissement, dont il occupa la chaire d’éloquence dès 1622. À Leyde, il fit la connaissance de Hugo Grotius, avec qui il entretint toute sa vie des relations d'amitié.
Sa carrière académique est une succession de triomphes et de défaites. Il se fit d'abord une grande réputation d'érudit et de théologien non seulement aux Pays-Bas mais aussi en Allemagne, en France et en Angleterre. En 1606, Vossius s'acquit une renommée de puriste avec la parution de sa Rhétorique, et en 1607 il publiait son manuel de grammaire latine ; mais son Historia Pelagiana (1618) permit à ses adversaires de l’accuser d’hérésie et de sympathie envers les Remonstrants : Vossius dut repousser d'une année la publication de cet essai. Démis de sa chaire au terme du Synode de Dordrecht comme arminien (1618–1619), il fut rétabli par l'université de Leyde en 1622 et enseigna la Rhétorique et le grec ancien, donnant deux nouveaux essais sur l'histoire de la Littérature grecque et latine (1623–27). Il se vit offrir en 1629 une chaire à l'Université de Cambridge, mais la déclina.
Nommé professeur d'histoire à l’Athenæum d’Amsterdam en 1632, il se remit à l’écriture :  un Essay sur les Beaux-arts (1647) et diverses monographies sur la mythologie, la théologie chrétienne, l’Église primitive et les Beaux-arts. Vossius possédait une collection unique de manuscrits rares. Il est le père du bibliophile Isaac Vossius (1618-1689).
Il distingua un cas particulier d’antonomase, dite depuis « vossienne », qui dépasse l’acception classique d'antonomase et plaide pour l’emploi du nom propre au lieu d’une périphrase. Aujourd’hui, ce terme désigne le fait d'employer un nom de marque pour désigner un objet, comme le fait de parler de « Kleenex » pour désigner un mouchoir, ou de « frigidaire » pour un réfrigérateur.

## Principales publications
Ses œuvres complètes en latin, formant six volumes, furent publiées à Amsterdam en 1701.
- De historicis Graecis, libri IV (1601).
- Historiae de controversiis quas Pelagius eiusque reliquiae moverunt, libri VII, (1618) qui fut à l'origine de sa destitution.
- De rhetorices natura ac constitutione, et antiquis rhetoribus, sophistis, ac Oratoribus, liber I (1621).
- Ars historica, sive de historiae & historices natura, historiaeque scribendae preceptis, commentatio (1623).
- De historicis Latini, libri III (1627).
- Aristarchus, sive de arte grammatica (1635).
- Latina prosodia, et artis metricae elementa (1645).
- De baptismo Disputationes XX et una de sacramentorum vi atque efficacia (1648).
- De universae matheseos naturae et constitutione (1650).
- De quatuor artibus popularibus, de philologia et scientiis mathematicis, cui operi subiungitur chronologia mathematicorum. 3. De universae mathesios natura et constitutione liber, cui subjungitur chronologia mathematicorum (1650).
- Harmoniae evangelicae de passione, morte, resurrectione, ac adscensione Iesu Christi, Servatoris nostri, libri tres (1656).
- Etymologicon linguae latinae (1662).
- De theologia gentili et physiologia christiana; sive de origine ac progressu idololatriae (1662).

### En français
- « Rhétorique de l'ironie », Poétique, n° 36 (1978), p. 495-508 (trad.de Catherine Magnien-Simonin)

## Crédit d'auteurs
- (de) Cet article est partiellement ou en totalité issu de l’article de Wikipédia en allemand intitulé « Gerhard Johannes Vossius » (voir la liste des auteurs).